# Lachnomyrmex plaumanni
Lachnomyrmex plaumanni är en myrart som beskrevs av Borgmeier 1957. Lachnomyrmex plaumanni ingår i släktet Lachnomyrmex och familjen myror. Inga underarter finns listade i Catalogue of Life.

## Bildgalleri

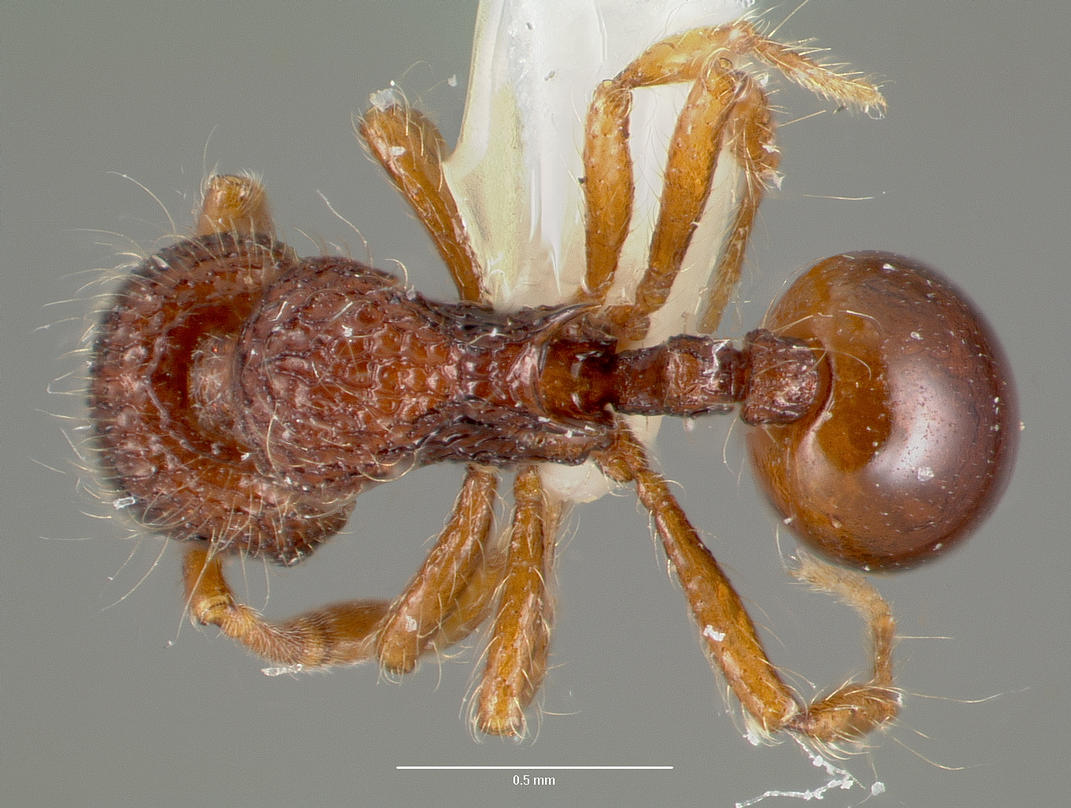
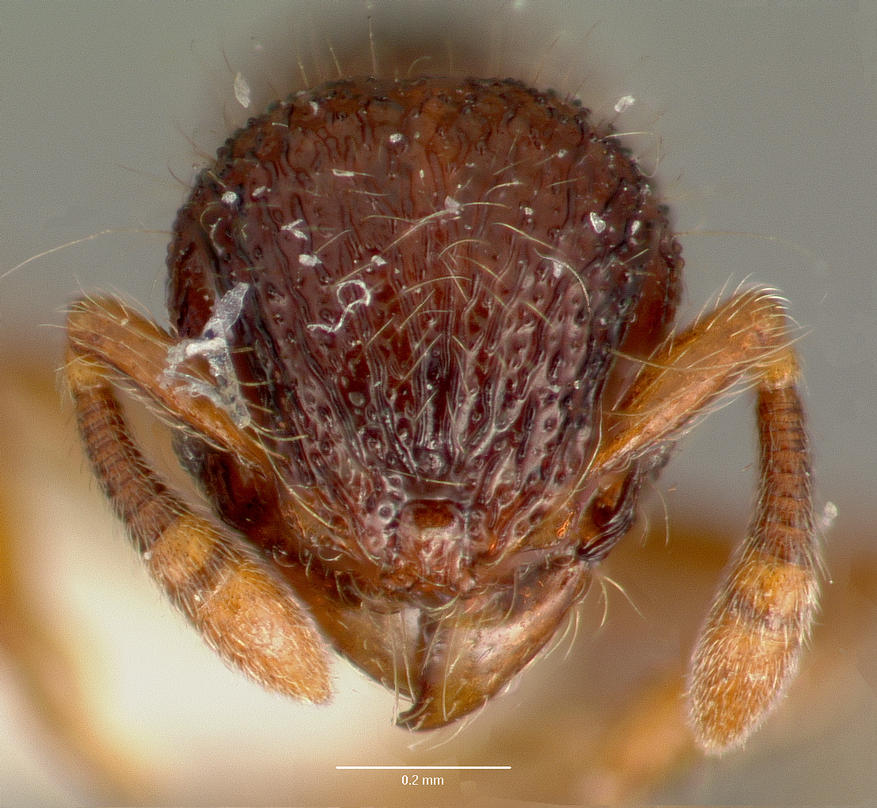
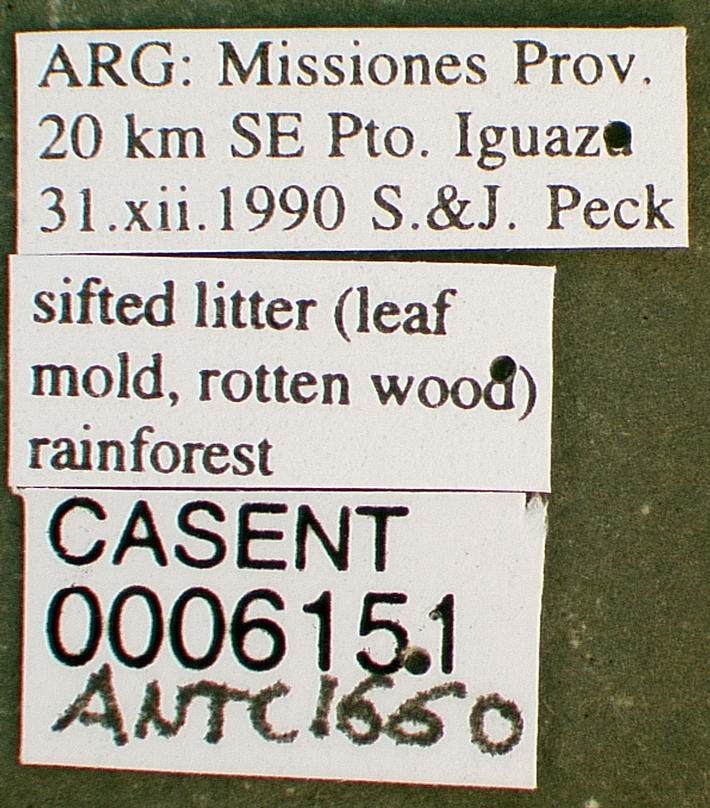
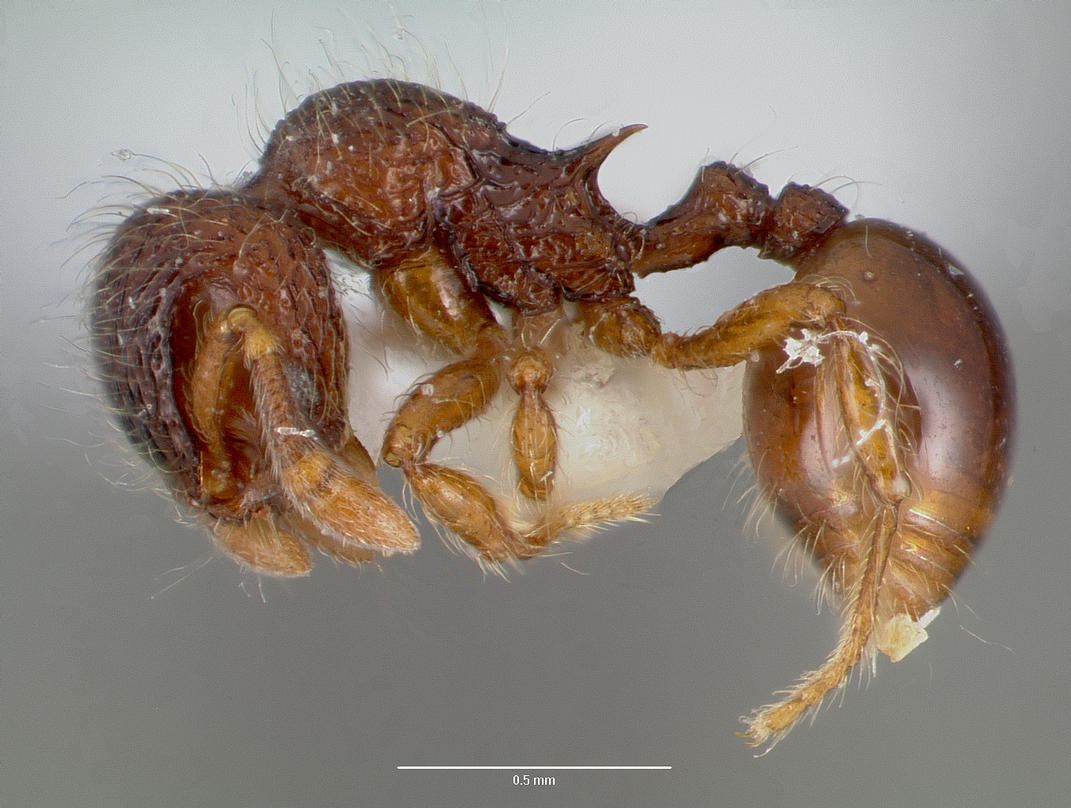
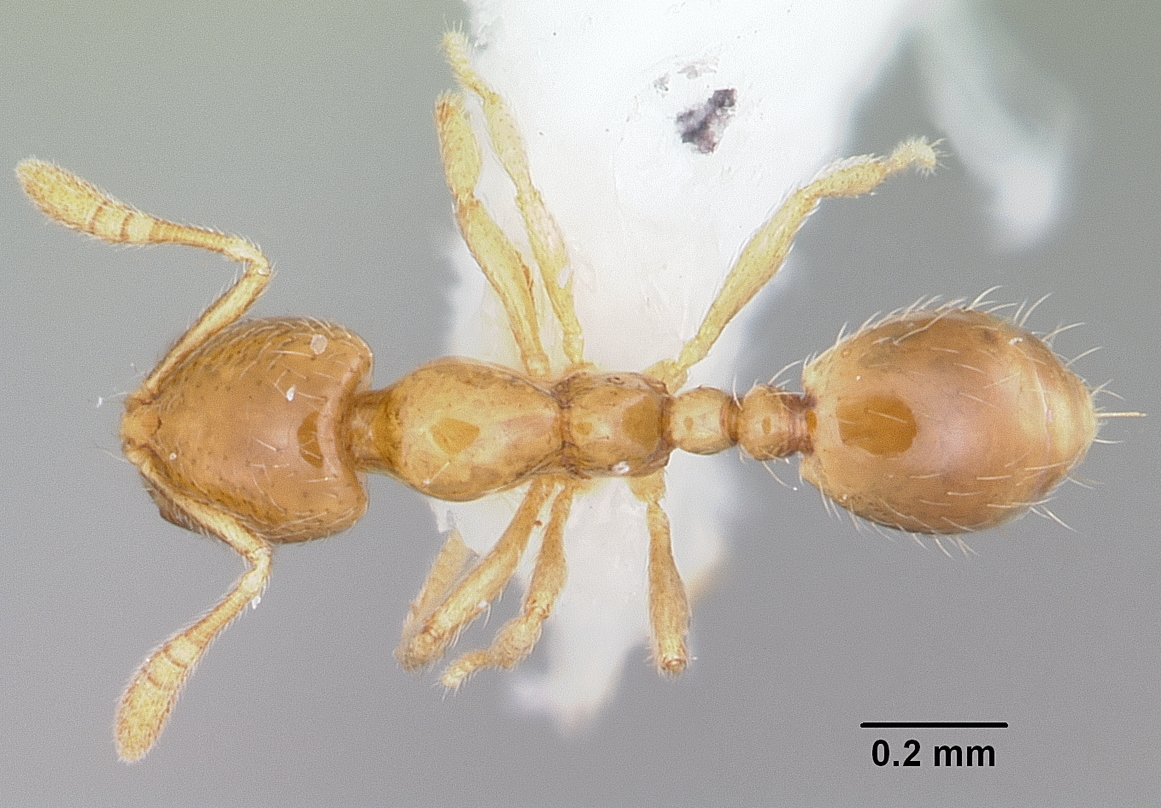
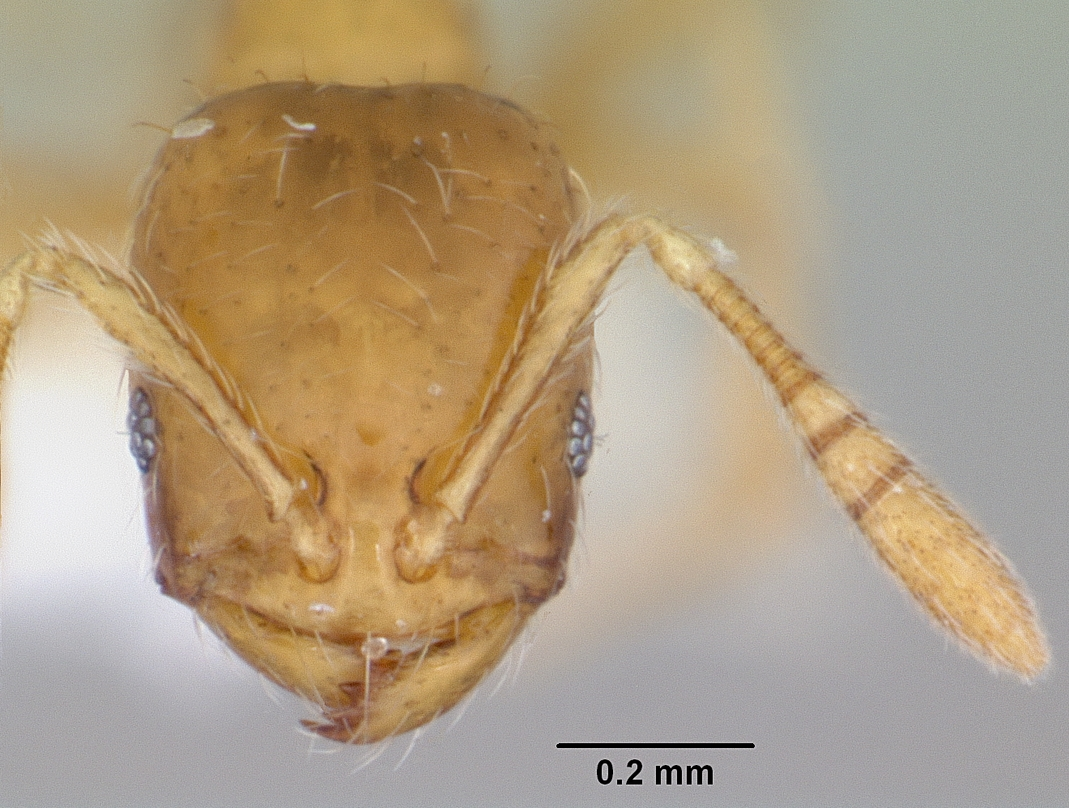